# ドラゴン危機一発'97
『ドラゴン危機一発'97』（どらごんききいっぱつ'97 原題:戰狼傳説、英題:THE NEW BIG BOSS/LEGEND OF THE WOLF）は、1997年に公開されたドニー・イェン制作・監督・アクション監督・主演の香港アクション映画。キャッチコピーは「ブルース・リーに捧ぐ、新たなるドラゴン伝説」。
ブルース・リー主演作の『ドラゴン危機一発』（1971年）とは関連はなく、またドニー・イェン主演で『新・ドラゴン危機一発』（1998年）という邦題の作品もあるが、それもまたブルース・リー作品とも本作とも関係はない。

## 解説
1995年に放送された主演テレビドラマ『精武門』がアジアでヒットしたことでドニー・イェンは映画制作にも進出。本作は自らの会社「子彈製作有限公司」で撮影された初監督作。
香港での原題は『戰狼傳説』であるが、当初香港以外でのタイトルが『新唐山大兄』や『The New Big Boss』といったブルース・リーの『ドラゴン危機一発』の原題『唐山大兄』と英題『The Big Boss』に新やNewをつけたものであったことから、当時日本で配給したレーベルのプロデュースや本作の宣伝を担当した江戸木純がドニーを第二のブルース・リーとして売り込む機会にもなると、この邦題をつけた。
2015年5月30日にはアジア映画を中心に上映してきた東京シネマート六本木の同年6月14日閉館の最後を飾る作品として、HDリマスター版がリバイバル上映された。
1997年、香港との同時公開となった東京池袋シネマ・ロサでの単館上映から18年ぶりのことである。

## 登場人物
ファン・マンヒン/ドニー・イェン（吹替：大塚芳忠）
記憶喪失の謎の格闘家。
ウェイ・イー/カルメン・リー（李若彤）（吹替：岡本麻弥）
ヒロイン。マンヒンの幼なじみで恋人。七聖廟の近くに隠れ住んでいた。
ワイ/ウォン・ジーワー（黃子華）（吹替：壇臣幸）
おしゃべりでお調子者な村の若者。明るく友好的な性格。戦争で日本兵に両親を殺されたため孤児であったが、他の村人たちに愛情を受けて育てられた。マンヒンの道案内をするがその強さに惚れ、ついていく。
鎖の男
自分の右腕に鎖を幾重にも巻きつけている。その腕で殴りかかったり、鎖を自在に操ったりして戦う。
眼帯の男
回転式拳銃と投げナイフが武器。
フードの男
斧が武器。
鉄の爪の男/マク・ワイチュン
鉄の爪が武器。左腕に刺青がある。
ビッグウルフ/ベン・ラム（吹替：田中正彦）
盗賊団「7人の狼」のボス。以前のボスの仇討ちのためマンヒンを付け狙う。撤退の合図が特徴的である。
ベン/エドモンド・リョン（吹替：藤原啓治）
野心家の青年。マンヒンを殺してトップになろうとする。
バン
村の若い女の子で、ワイとは悪ガキ仲間。

## あらすじ
過去パート
とある村でワイが悪ガキ仲間たちとケンカをしていると、ふらりと一人の男が現れた。その男は身なりが良く、袋を担いでナタを腰に下げており大金を持っていた。ワイに「七聖廟はどこだ」と尋ねる。二人はそこに向かうが道中で多数の山賊（近所の村の者たち）の襲撃にあう。だが、マンヒンは彼らを一人で撃退してしまい、川を血に染めた。七聖廟はもともと金の聖堂で李連英をまつっていたが戦争や盗人によって廃墟となっていた。マンヒンには記憶がなく、恋人に再会するという約束だけを覚えておりここまで来た。ワイは「ナタを使う戦い方をてっとり早く教えてくれ」と頼むがマンヒンは「ナタは薪を割るための道具だ。殺人の道具ではない。簡単な武術などない。武器が人を殺すのではなく、人の心が人を殺すのだ。幻から真実を見分けろ」と憤る。ワイは薪を割ることができなかった。その後マンヒンは鎖の男の襲撃を受けて相討ちとなり意識を失う。近くに隠れ住んでいたウェイ・イーの懸命な看護によって回復し再会を果たす。マンヒンは兵役に出ていたという過去が判明する。そして盗賊団「7人の狼」が村に現れ「マンヒンを出せ」と要求し村で暴れだす。真相としては、マンヒンも「7人の狼」の一人であった。旧ボスが女を襲おうとしたところをマンヒンが旧ボスを殺し助けようとしたのだが、配下たちに追われて逃走をしたのであった。それらをウェイ・イーの前でビッグウルフに暴かれるが、ウェイ・イーは「マンヒンが何者であろうとも信じてる」と言う。ウェイ・イーは逆上したビッグウルフによって斬首されてしまう。マンヒンとビッグウルフは戦いになり、追い詰められたビッグウルフは「俺を殺せよ」と挑発する。ビッグウルフは両目を潰されて海に置き去りにされてしまうのであった。

現在パート
青年ベンは伝説の男マンヒンに殺しの依頼と称して近づいた。側近の老人ワイに案内をされ「年をとれば勝敗は無意味だよ。勝者となっても代償は大きい」と意味深に言われる。ベンはマンヒンに会い昔話を聞かされる。ベンはあくまでも「強いものが勝つ。古くなれば新しくする」と言い張る。マンヒンは寂しげな様子で「私は多くを失いすぎた。君にはそうならないでほしい。人に優劣などない。勝ち負けは表面的なことだ。昔は空港も橋もなかったが人々は幸せだった。今は便利な時代だが幸せな人は少ない。どんなものでも古くなるのだ」と語る。そこにベンの恋人が連れてこられ、ベンは一瞬動揺するが拳銃をマンヒンに突き付けた。引き金を引こうとした瞬間、ワイのナタがベンの銃を叩き割った。ベンと彼の恋人はくずおれて抱き合った。マンヒンとワイは静かに去っていった。

## ソフトウェア
1998年にVHS版が、2000年にはDVDが発売。DVDは一時プレミア価格がついていたが、2015年HDリマスター版リバイバルにともない、新たにブルーレイ、DVDがアクセスエーより2015年10月2日に発売された。ブルーレイの特典として本作にスタントマンとして参加した谷垣健治とドニー・イェンの作品に多く関わってきた下村勇二のオーディオコメンタリーが収録されている。